# ذا إيلدر سكرولز: ليجندز
ذا ايلدر سكرولز: ليجندز (بالإنجليزية: The Elder Scrolls: Legends)‏ هي لعبة كومبيوتر من نوع تجميع البطاقات، نشرت في مارس 2017، وتعمل لأنظمة الحاسوب مايكروسوفت ويندوز، وماك أوس، وآي أو إس، وأندرويد، نشرها شركة بيثيسدا الأمريكية.

## المواقع الخارجية
- الموقع الرسمي